# Zelandomyia deviata
Zelandomyia deviata là một loài ruồi trong họ Limoniidae. Chúng phân bố ở miền Australasia.